# GKS Futsal Tychy
Il Górniczy Klub Sportowy Futsal Tychy, noto semplicemente come GKS Tychy, è una squadra polacca di calcio a 5 con sede a Tychy.

## Storia
Fondata il 19 marzo 1995 con in nome di "FC Rotterdam Tychy", nella stagione 2003-04 la società ha cambiato denominazione in "FKR Tychy", e nel 2005-06 in "FKR Jachym Tychy" per ragioni di sponsorizzazione. Nel giugno del 2006, in seguito alla fusione con la sezione calcettistica del Górniczy Klub Sportowy Tychy, ha cambiato nuovamente nome, diventando "GKS Jachym Tychy '71". Dopo il disimpegno economico dello sponsor Jachym, nel 2010-11 la società ha adeguato la propria denominazione in "GKS Tychy". L'attuale assetto societario risale alla stagione 2011-12 quando il GKS unì le forze con altre due squadre di Tychy (Rodakowskiego Tychy e ABR Tychy) diventando "GKS Futsal Tychy".